# Zapp
Zapp a fost o rețea de telefonie mobilă din România, operată de compania Telemobil.
Din anul 2009, Telemobil este deținută de operatorul grec Cosmote (OTE).
Zapp era al cincilea operator de telefonie mobilă din România ca număr de clienți.
Concurenții Zapp pe piața românească erau: Orange, Vodafone, Cosmote și Digi.Mobil.
Rețeaua 3G a companiei acoperea 23 de orașe din România.
Compania a fost închisă în anul 2013.

## Istoric
Compania Telemobil a apărut în România în anul 1992 sub numele Telefonica România, fiind primul operator de telefonie mobilă în banda de 450 Mhz NMT, rezultat al unui parteneriat între Romtelecom (20%), Radiocom (20%) și Telefonica Spania (60%). Telefonica România a obținut licența de telefonie mobilă celulară la 24 martie 1992, lansând serviciul Telemobil în aprilie 1993, iar până în 1996 a fost singurul furnizor de telefonie mobilă de pe piața românească.
În septembrie 1998, Romanian Domestic Telephony (RDT) (un holding format din investitori britanici, americani și elvețieni) a preluat majoritatea acțiunilor, de la Telefonica și Romtelecom.
Rețeaua NMT 450 a fost modernizată începând cu 1998 pentru a face trecerea la tehnologia digitală. În mai 1999, serviciile Telemobil au fost relansate sub numele Suntel, fiind bazate pe tehnologia Low-Emission Mobile System (LEMS), o variantă îmbunătățită a sistemului NMT, care funcționează tot în sistem analogic, în banda de 450 MHz.
În anul 2000, Inquam, un joint-venture între Omnia Holdings (Saudi Oger) și Qualcomm a cumpărat integral acțiunile RDT și a relansat, un an mai târziu, Telemobil cu marca Zapp,
introducând în premieră mondială o rețea CDMA2000 în banda de 450 MHz.
Zapp a câștigat în anul 2006 o licență de telefonie mobilă UMTS (2.100 MHz) pentru generația a treia (3G).
Compania Telemobil a fost deținută de Qualcomm și Saudi Oger până în luna ianuarie 2008, când Saudi Oger a cumpărat participația de 50% deținută de Qualcomm pentru o sumă estimată la 70 milioane Euro, deținând astfel 99,99% din Telemobil.
La sfârșitul lunii iunie 2009, operatorul grec OTE a achiziționat compania Telemobil pentru suma de 61 milioane de euro.
OTE a preluat și datoriile Telemobil, estimate la aproximativ 146 milioane euro, suma totală a tranzacției ridicându-se astfel la 207 milioane euro.
În februarie 2013, Zapp anunță clienții săi că licența sa CDMA 450 MHz expiră la 24 martie 2013 și că va înceta serviciile de voce la această dată. De la această dată, Zapp oferă doar servicii de date 3G, în banda de 2100 MHz (UMTS). Rețeaua Zapp 3G ce avea codul de rețea 226 06 a fost oprită la finalul lunii martie 2023 de către Telekom România Mobile (cumpărătorul Zapp Mobile) 

## Rezultate financiare
Număr de abonați:
- 2010: 328.723[10]
- 2008: 374.000[2]
- 2007: 500.000[11]
- 2005: 300.000[12]

Număr de angajați:
| An       | 2009 | 2008 | 2007 |
| -------- | ---- | ---- | ---- |
| angajați | 632  | 698  | 761  |

Rezultate financiare (milioane euro):
| Anul             | 2009 | 2008  | 2007 | 2006 | 2004   | 2003   | 2002   |
| ---------------- | ---- | ----- | ---- | ---- | ------ | ------ | ------ |
| Cifra de afaceri | 36,9 | 60,6  | 89,5 | 99   | 93 ($) | 52 ($) | 14 ($) |
| Profit net       | -42  | -40,5 | -9,3 |      |        |        |        |